# Berthe Matrod-Desmurs
Berthe Matrod-Desmurs, née le 3 novembre 1859 dans l'ancienne commune de Vaugirard et morte le 25 novembre 1944 à Meudon, est une peintre française.

## Biographie
Ambroisine Delphine Berthe Desmurs est la fille de Jean Baptiste Eugène Desmurs, agent d'assurances, et de Léonie Daniel.
Élève de l’école professionnelle de Mme Lemonnier et de MM. Carbillot et Parvillée, puis élève de Charles Bellay et Paul Sieffert, elle est peintre de miniatures.
Elle expose au Salon à partir de 1878.
Professeur de dessin, elle épouse en 1888, Jean Victor Matrod.
Elle obtient en 1904 une mention honorable et le prix Maxime-David, et en 1937 la médaille d'or.
Elle meurt à l'âge de 85 ans à Meudon. Elle est inhumée au cimetière du Montparnasse.